# Воропаев, Владлен Иванович
Владлен Иванович Воропаев (13 марта 1941, Хомутово, Орловская область — 21 мая 2024) — советский и российский спортсмен-гиревик, педагог, тренер, спортивный арбитр.

## Биография
Родился 13 марта 1941 года в Орловской области, ст. Хомутово. Окончил факультет физического воспитания Воронежского госпединститута в 1964 году. Защита диссертации в 1997 году «Исследование эффективности различных методов тренировки в гиревом спорте».
1964—1965 — учитель физической культуры Костенской средней школы Хохольского района Воронежской области; 1965—1966 г.г. — служба в Советской Армии; 1967—1972 г.г — преподаватель кафедры физического воспитания Воронежского СХИ; 1972—1982 г.г. — ст. преподаватель той же кафедры; 1982—2013 г.г. — зав. кафедрой физического воспитания; с февраля 2013 — профессор кафедры физического воспитания ВГАУ.
Семикратный призер городской Универсиады, призер Чемпионатов области и облсовета ДСО «Урожай». Победитель Чемпионата Приволжского военного округа по тяжелой атлетике.
Судья республиканской категории по тяжелой атлетике (1974), судья всесоюзной категории (1980) и международной категории (1995) по гиревому спорту. Принимал участие в организации и судействе восьми чемпионатов СССР, девяти чемпионатов мира. В качестве гл. судьи судил Кубок СССР (1988, Воронеж). На протяжении 6 лет был тренером сборной команды России по подготовки ее к чемпионатам СССР. Подготовил 6 мастеров спорта по тяжелой атлетике, 21 — по гиревому спорту.
Более 20 лет являлся членом всесоюзной (после 1991 — всероссийской) и Международной федераций гиревого спорта, в которых возглавлял научно-методическую комиссию. Опубликовано более 180 работ.
Умер 21 мая 2024 года в возрасте 83 лет.

### Награды
- В 1989 году награждён знаком «Отличник физической культуры»
- В 1995 году Указом Президента присвоено почётное звание «Заслуженный работник физической культуры РФ»
- В 2004 году награждён Знаком «За заслуги в развитии физической культуры и спорта».
- В 2005 году награждён знаком «Ветеран спорта России»
- В 2012 году присвоено звание «Заслуженный профессор Воронежского госагроуниверситета им. императора Петра I»